# Joseph T. O’Callahan

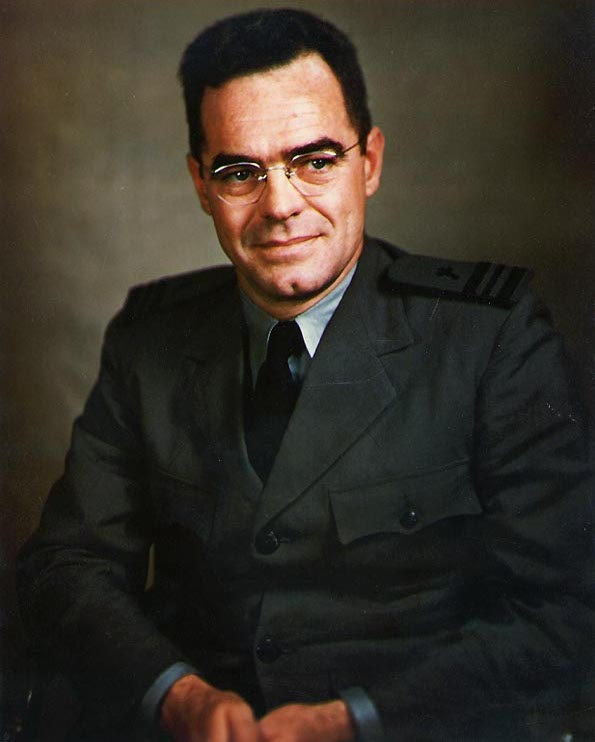
Lieutenant Commander Joseph T. O’Callahan

Joseph Timothy O’Callahan S.J. (* 14. Mai 1905 in Boston, Massachusetts; † 18. März 1964 in Worcester, Massachusetts) war ein amerikanischer Jesuit und Militärgeistlicher. Er wurde 1946 als erster Militärgeistlicher mit der Medal of Honor ausgezeichnet.

## Leben
Joseph Timothy O’Callahan wurde am 14. Mai 1905 als Sohn von Cornelius J. und Alice (Casey) O’Callahan in Boston, Massachusetts, geboren. Nach dem Abschluss an der Boston College High School trat er 1922 im Jesuiten-Seminar St. Andrew-on-Hudson in Hyde Park – heute das Culinary Institute of America – in den Jesuitenorden ein. An der Georgetown University erwarb O’Callahan im Zuge seiner Hochschulausbildung den Grad eines Master of Arts, den Abschluss in Katholischer Theologie und wurde dort auch zum Ph.D. promoviert. Später erhielt er von seiner Alma Mater noch die Ehrendoktorwürde Honorary Doctor of Science verliehen. Am 20. Juni 1934 empfing Joseph T. O’Callahan am Weston College das Sakrament der Priesterweihe. Von 1929 bis 1937 war er Professor für Mathematik, Philosophie und Physik am Boston College, 1937/38 war er Professor für Philosophie am Jesuitenseminar des Weston Colleges und Direktor der Mathematischen Abteilung des College of the Holy Cross, Worcester, von 1938 bis 1940.

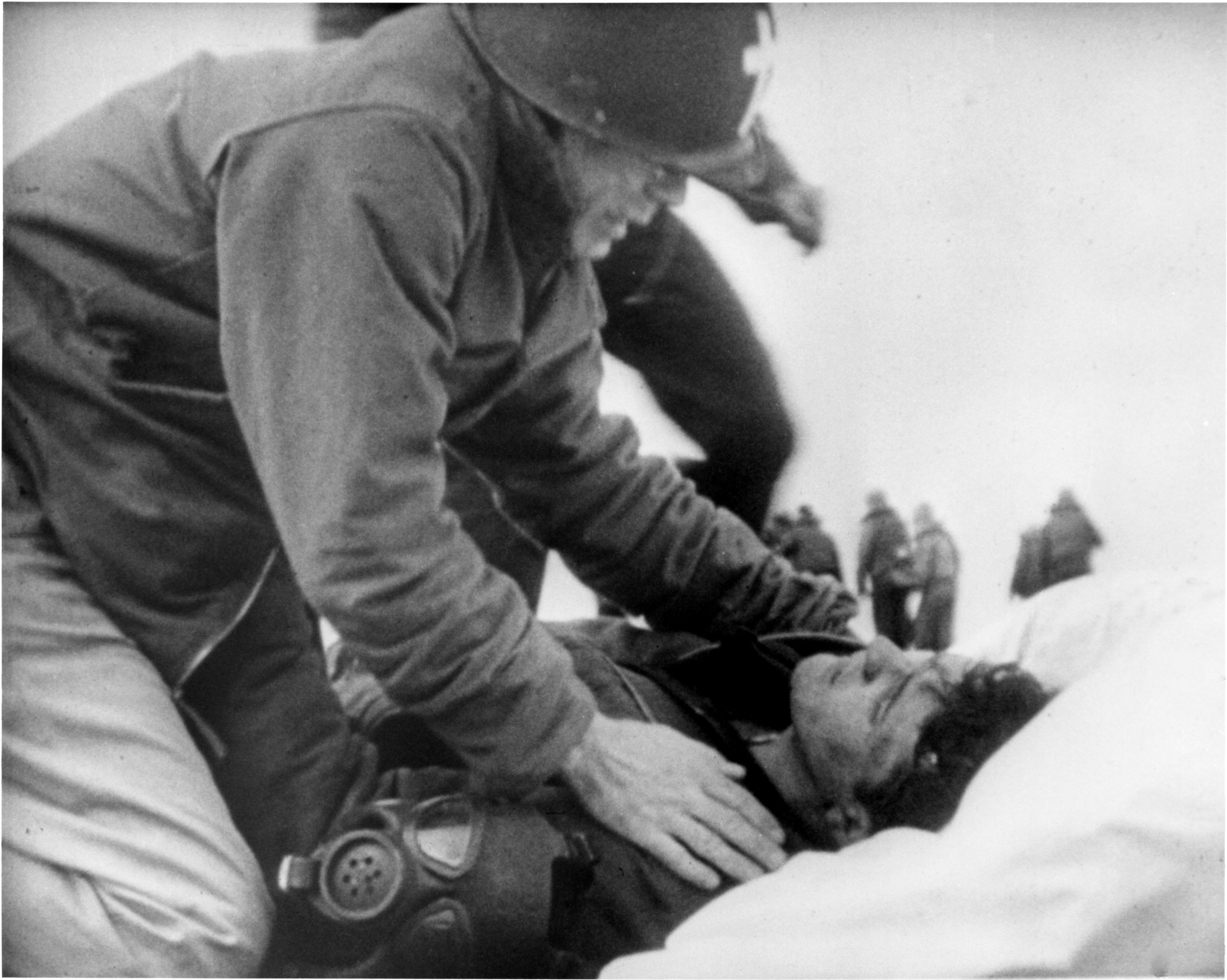
Joseph O’Callahan erteilt verletzten Seeleuten die letzten Sakramente, 19. März 1945

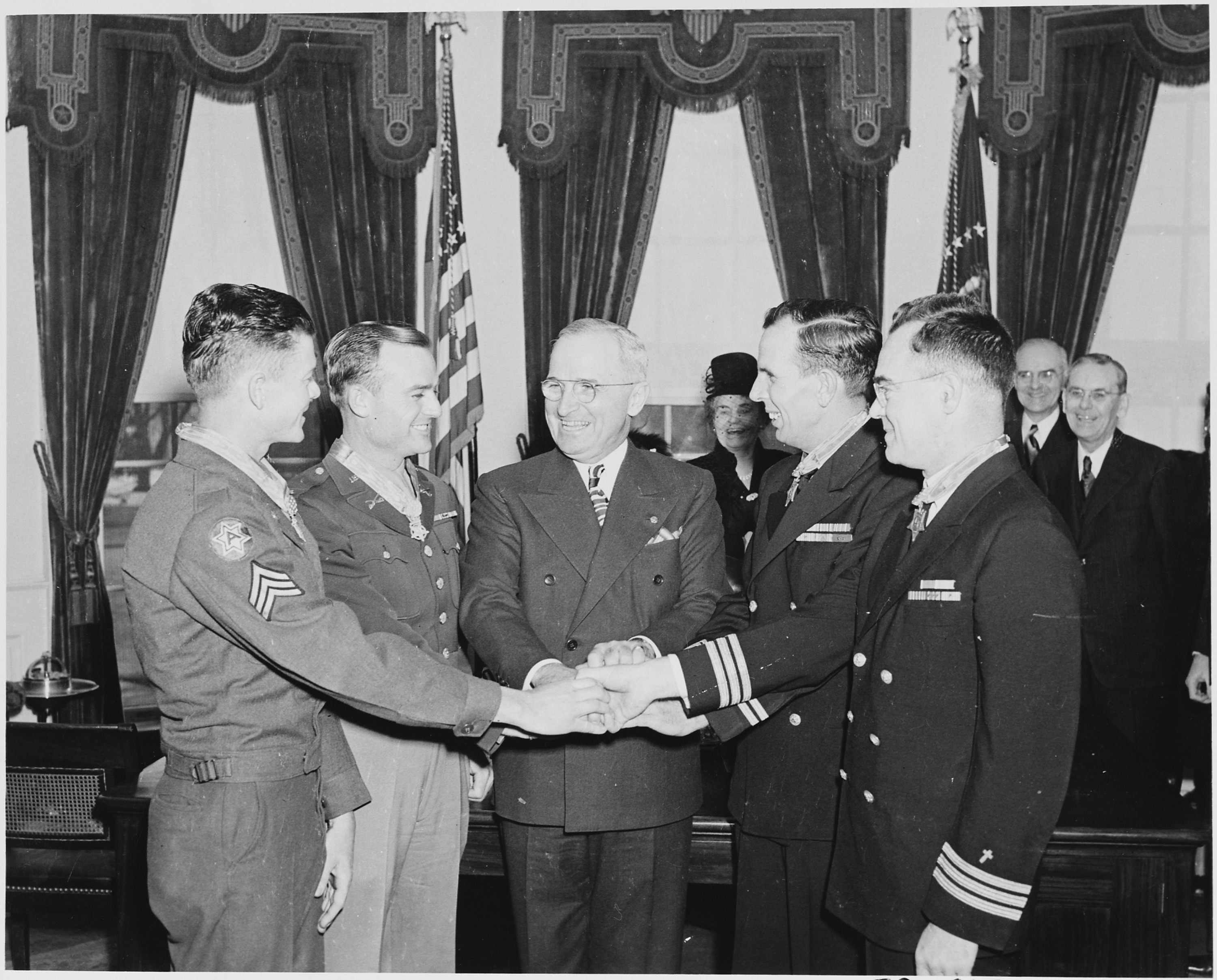
Joseph T. O’Callahan (r.) mit Präsident Harry S. Truman (Mitte) und weiteren neuen Trägern der Medal of Honor während der Verleihungsfeier.

Im August 1940 wurde Pater O’Callahan im Rang eines Lieutenant (Junior Grade) in das Naval Reserve Chaplain Corps aufgenommen. Er wurde bis 1942 der Naval Air Station Pensacola, Florida zugeteilt, anschließend bis 1944 dem Flugzeugträger Ranger und anschließend den Naval Air Stations in Alameda, Kalifornien, und Pearl Harbor, Hawaii. Anfang März 1945 wurde er auf den Flugzeugträger Franklin versetzt.
Einige Wochen später, als der Flugzeugträger am 19. März 1945 vor Honshū schwer getroffen wurde, zeichnete sich O’Callahan aus, als er auf dem brennenden Flugdeck sterbenden Seeleuten die Krankensalbung spendete und selbst Schadensbegrenzungstrupps anführte, die Brände löschten und brennende Munition über Bord warfen. Der Kommandierende Offizier beschrieb O’Callahan als „den mutigsten Mann, den ich je gesehen habe“. Für seinen Mut an Bord der Franklin wurde O’Callahan am 23. Januar 1946 von Präsident Harry S. Truman mit der Medal of Honor ausgezeichnet.
Im Juli 1945 wurde O’Callahan zum Lieutenant Commander befördert, diente anschließend im Navy Department und auf der Naval Training Station, Newport, Rhode Island. Im Oktober 1945 meldete er sich an Bord des neu in Dienst gestellten Flugzeugträgers Franklin D. Roosevelt. 1946 eskortierte er den Leichnam des philippinischen Präsidenten Manuel Quezon aus den Vereinigten Staaten nach Manila. Im November 1946 wurde O’Callahan aus dem aktiven Dienst entlassen und kehrte zum College of the Holy Cross zurück, wo er als Professor für Philosophie lehrte. Bis zum Ausscheiden aus der Marinereserve 1953 wurde er aufgrund seiner Verdienste zum Captain befördert.
Joseph T. O’Callahan starb am 18. März 1964 im Saint Vincent Hospital in Worcester, Massachusetts.
Die US-Marine benannte ihm zu Ehren eine Fregatte der Garcia-Klasse O’Callahan.

## Veröffentlichungen
- Joseph Timothy O’Callahan: I was Chaplain on the Franklin. Macmillan, New York 1956.